# Hoya inflata
Hoya inflata är en oleanderväxtart som först beskrevs av P.I.Forst., Liddle och I.M.Liddle, och fick sitt nu gällande namn av L.Wanntorp och P.I.Forst.. Hoya inflata ingår i släktet Hoya och familjen oleanderväxter. Inga underarter finns listade i Catalogue of Life.